# Hlapičina
Hlapičina is een plaats in de gemeente Mursko Središće in de Kroatische provincie Međimurje. De plaats telt 765 inwoners (2001).